# Quận Nobles, Minnesota
Quận Nobles là một quận thuộc tiểu bang Minnesota, Hoa Kỳ.
Quận này được đặt tên theo. Theo điều tra dân số của Cục điều tra dân số Hoa Kỳ năm 2000, quận có dân số 20.832 người. Quận lỵ đóng ở Worthington 6.

## Địa lý
Theo Cục điều tra dân số Hoa Kỳ, quận có diện tích 1871 km2, trong đó có 18 km2 là diện tích mặt nước.

### Các xa lộ chính
| - Interstate 90 - U.S. Highway 59 - Minnesota State Highway 60 - Minnesota State Highway 91 - Minnesota State Highway 264 |

### Quận giáp ranh
- Quận Murray (bắc)
- Quận Cottonwood (đông bắc)
- Quận Jackson (đông)
- Quận Osceola, Iowa (đông nam)
- Quận Lyon, Iowa (tây nam)
- Quận Rock (tây)